# Ronja Johansen
Ronja Hjortshøj Johansen (født 12. februar 1996) er en dansk håndboldspiller, der spiller for Lyngby HK.
I sæsonen 2013-2014 var hun talenttiger i København Håndbold, hvor hun trænede med hos deres ligahold og spillede enkelte kampe. I sæsonen 2014-2015 skrev Johansen kontrakt med København Håndbold. Hun var dog korsbåndsskadet i hele sin første sæson for den sjællandske klub.
Hun har op til flere U-landsholdskampe på CV'et. Hun har bl.a. været med til at vinde U-17 EM bronze i 2013, U-18 VM bronze i 2014 og U-20 VM guld i 2016.